# Woody Aragón
Emilio de Paz Aragón, más conocido por su nombre artístico Woody Aragón (Toledo, 3 de octubre de 1974), es un mago español especializado en cartomagia.

## Biografía
Es uno de los más influyentes magos de la actualidad, sus juegos son presentados en todo el mundo por los principales artistas del ilusionismo. Algunas de sus creaciones han aparecido en televisión en USA, en The Tonight Show de Jimmy Fallon en NBC, o en "Fool Us" en The CW, realizadas por Penn & Teller, que también presentan números de Woody en sus shows en vivo. El propio Aragón apareció en varias ocasiones en la televisión norteamericana como mago invitado en Don Francisco presenta de Univision y en el propio programa de Penn & Teller "Fool Us".
En Reino Unido, donde ha realizado varias giras actuando e impartiendo conferencias para otros magos, Ben Hanlin realizó igualmente un juego de Aragón en el programa especial en el London Palladium de la cadena ITV. El mago televisivo Dynamo se basó en "The Postcards", otra de las ilusiones de Woody Aragón, para uno de los juegos de su serie "Magician Impossible" de UKTV.
En Estados Unidos, donde ha actuado en múltiples ocasiones e impartido conferencias, los magos Penn & Teller realizan su juego "Ritual del Amor" en su show de las Vegas desde 2016, y para televisión. Así mismo, Penn & Teller eligieron el juego de Woody para presentarlo en el evento benéfico en homenaje a las víctimas de la masacre de Las Vegas del 1 de octubre de 2017, haciendo partícipes a una audiencia de 11.000 personas. 
En 2018 este juego de Woody fue elegido para abrir la serie de Netflix "Death by magic" en una versión presentada en el Cape Town College of Magic por Drummond Money-Coutts.
En Corea del Sur, la cadena TVChosun realizó un programa especial sobre la magia de Woody en su serie Magic Control, presentada por la estrella televisiva Charming Choi y con Aragón como protagonista realizando una selección de sus efectos a un grupo de celebrities coreanas. 
En España, magos como Jandro, Luis Piedrahíta, o Jorge Blass han presentado juegos de Woody en radio, charlas TED, o en varios programas de TV como El hormiguero de Antena 3. En 2010 fue colaborador en A Día de Hoy de Punto Radio. De 2010 a 2012 presentó Hablemos de magia, como sección dentro del programa A vivir que son dos días de Cadena SER.
Ha escrito libros para magos y también ha asesorado a otros magos como el americano David Blaine, el portugués Luis de Matos, el argentino Norberto Jansenson, o el español Jorge Blass, que presentan o han presentado material de Woody en sus shows.
Woody imparte clases de magia en cursos de la Gran Escuela de Magia Ana Tamariz, donde generalmente enseña cartomagia y teoría.
Es el director del festival internacional de magia Toledo Ilusión, que se celebra anualmente en la ciudad de Toledo.

## Intérprete
Es uno de los magos estrella del Magic Castle en Hollywood donde actúa regularmente y donde fue nominado en 2015 como "Close-up magician of the year" y en 2017 como "Parlour magician of the year". Ha actuado ante celebridades como Steve Buscemi, Jorge García , Conan O'Brien, o los actores de la serie Juego de Tronos. También es actuante habitual en convenciones de magia, y en los últimos años ha aparecido en festivales y galas de magia de todo el mundo: USA, Canadá, Uruguay, Colombia, Reino Unido, Francia, Italia, Portugal, Hungría, Finlandia, Alemania, Bélgica, Japón o Taiwán, aparte de su trabajo habitual en España, donde ha actuado en festivales como Hocus Pocus de Granada o el Festival Internacional de Magia de Madrid que se realiza anualmente en el Circo Price.
Aragón es socio fundador, junto a los magos Miguel Ángel Gea y Pepo Capel, del Teatro Encantado de Madrid, una sala especialmente concebida para espectáculos de magia de cerca. 

## Obra

### Libros
- A Book in English, que fue el libro de magia más vendido entre los años 2011 y 2014, y que obtuvo el Premio Magic Academy Award al mejor libro de magia
- Memorandum, donde describe su propio stack, técnicas de memorización, juegos asociados, y teoría aplicable.

## Premios
Se trata de uno de los cartomagos más premiados de los últimos años, donde ha conseguido los máximos galardones de la especialidad con la excepción del premio FISM mundial de magia: Tras haber ganado un premio FISM Norteamérica en 2011 y un FISM Europa en 2014, cuando participó en el FISM mundial 2015 en Rimini, Woody se pasó del tiempo máximo permitido por 6 segundos, resultando descalificado
Fue campeón de España de cartomagia en 2005 y obtuvo el Premio Ascanio en 2006. Fue el primer mago español en ganar el prestigioso premio "Ron MacMillan" en la International Magic Convention de Londres (2011), así como en estar nominado a Mago del año por la Academia de las Artes Mágicas de Hollywood (2015), con la excepción de su maestro, el mago español Juan Tamariz, al que otorgaron dicho galardón en 1992.
Algunos de sus premios son:
- Campeón de España de cartomagia (2005)
- Premio Ascanio (2006)
- Ron McMillan (International Magic Convention, Londres (2011)
- FISM Norteamérica (2011)
- FISM Europa (2014)
- Tres veces nominado a Mago del Año por la Academia de las Artes Mágicas de Hollywood (2015, 2017 y 2019)
- Premio Cope CLM (Teatro de Rojas, Toledo, 2019) como artista destacado de Castilla-La Mancha.

## Maestros
A los 19 años conoció a Juan Tamariz, al que comenzó a frecuentar unos años más tarde, haciéndose grandes amigos. Durante muchos años se reunían semanalmente para cenar y compartir magia en sesiones que podían durar 12 horas (toda la madrugada). Aragón se considera de escuela fundamentalmente "Tamariciana" y el propio Tamariz escribió el prólogo de su A Book in English, presentando a Woody al público internacional. Otra gran influencia en su magia es el maestro catalán Gabi Pareras, con el que también compartió una estrecha relación de amistad.

## En la cultura popular
La principal revista de magia a nivel mundial, GENII magazine, dedicó la portada de su número de septiembre de 2012 a Woody Aragón, así como un extenso artículo sobre su magia y sus juegos. Aragón aparece mencionado en la novela de 2012 Fooling Houdini, del escritor del NY Times Alex Stone. En 2008 apareció como mago y diseñó un juego de cartomagia interactiva para la promoción de la película Los Cronocrímenes de Nacho Vigalondo. En 2016 fue uno de los primeros magos en utilizar TWITTER para realizar un juego de magia interactivo desde su cuenta @WoodyAragon.